# Charlie's Angels: Full Throttle
Charlie's Angels: Full Throttle is een Amerikaanse film uit 2003 onder regie van McG en geschreven door John August. Het is een vervolg op de film Charlie's Angels uit 2000.

## Verhaal
Het trio Dylan, Natalie en Alex heeft er twee nieuwe rivales bij: Ex-Angel Madison Lee en Dylans ex-vriendje Seamus. Zij werken samen om de Angels te vermoorden.

## Rolverdeling
| Acteur          | Personage                | Opmerkingen                                     |
| --------------- | ------------------------ | ----------------------------------------------- |
| John Forsythe   | Charlie Townsend         | (stem)                                          |
| Drew Barrymore  | Dylan Sanders            |                                                 |
| Cameron Diaz    | Natalie Cook             |                                                 |
| Lucy Liu        | Alex Munday              |                                                 |
| Demi Moore      | Madison Lee              |                                                 |
| Bernie Mac      | Jimmy Bosley             |                                                 |
| Justin Theroux  | Seamus O'Grady           |                                                 |
| Robert Patrick  | Ray Carter               |                                                 |
| Matt LeBlanc    | Jason                    |                                                 |
| Luke Wilson     | Pete                     |                                                 |
| Rodrigo Santoro | Randy Emmers             |                                                 |
| John Cleese     | Mr. Munday               | Vader van Lucy                                  |
| Shia LaBeouf    | Max Petroni, oftewel Leo | 15-jarige motorcrossracer en doelwit            |
| Zack Shada      | Thin Man (kind)          | Een stille wees die gek is op haren van vrouwen |
| Crispin Glover  | Thin Man (volwassen)     | Een stille wees die gek is op haren van vrouwen |

### Cameo's
| Acteur             | Personage                   | Opmerkingen                                                               |
| ------------------ | --------------------------- | ------------------------------------------------------------------------- |
| Bruce Willis       | William Rose Bailey         | Medewerker van het Ministerie van Justitie                                |
| Bela Karolyi       | Zichzelf                    | Turntrainer van Alex Munday tijdens een flashback                         |
| Robert Forster     | Roger Wixon                 | Directeur van de FBI                                                      |
| Eric Bogosian      | Alan Caulfield              | Vermoord persoon uit het getuigenbeschermingsprogramma                    |
| Andrew Wilson      | Politieagent zonder naam    | Politieagent, aanwezig op de plaats delict                                |
| P!nk               | Medewerker van de Coal Bowl | Geldinner en geeft het startsein bij de Coal Bowl                         |
| Eve                | Haarzelf                    | Een nieuwe Angel in de dagdromen van Dylan Sanders                        |
| Mary-Kate Olsen    | Zichzelf                    | Twee nieuwe Angels in de dagdromen van Dylan Sanders                      |
| Ashley Olsen       | Zichzelf                    | Twee nieuwe Angels in de dagdromen van Dylan Sanders                      |
| Carrie Fisher      | Moeder overste              | Hoofd van het weeshuis                                                    |
| The Pussycat Dolls | Zichzelf                    | Dansers in The Treasure Chest                                             |
| Chris Pontius      | Ierse huurling              | Ierse huurling in The Treasure Chest waar de sleutels van gestolen worden |
| Ed Robertson       | Sheriff                     | Een sheriff die de Thin Man als kind naar het weeshuis brengt             |
| Big Boy            | Neef van Bosley             | Speelt samen met Bosley en zijn familie Cluedo                            |
| Jaclyn Smith       | Kelly Garrett               | Is aanwezig als spirituele gids voor Dylan in de bar in Mexico.           |